# Tràng Phái
Tràng Phái là một xã thuộc huyện Văn Quan, tỉnh Lạng Sơn, Việt Nam.
Xã Tràng Phái có diện tích 40,92 km², dân số năm 1999 là 3.164 người, mật độ dân số đạt 77 người/km².
Theo thống kê năm 2019, xã Tràng Phái có diện tích 40,92 km², dân số là 3.258 người, mật độ dân số đạt 80 người/km².
Cây Hồi là cây công nghiệp lâu năm của xã